# Suciedad

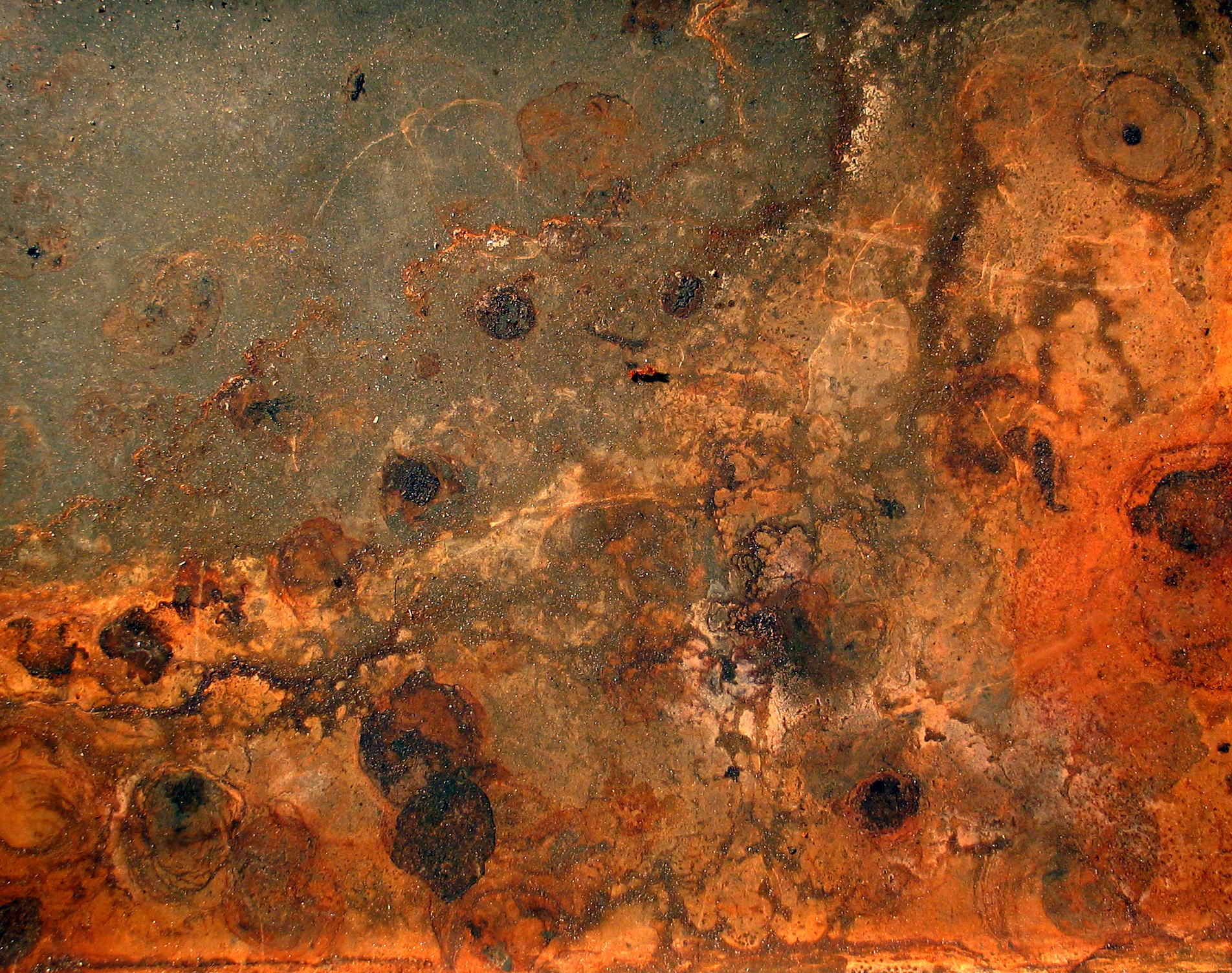
Una paleta de panadero con óxido y suciedad

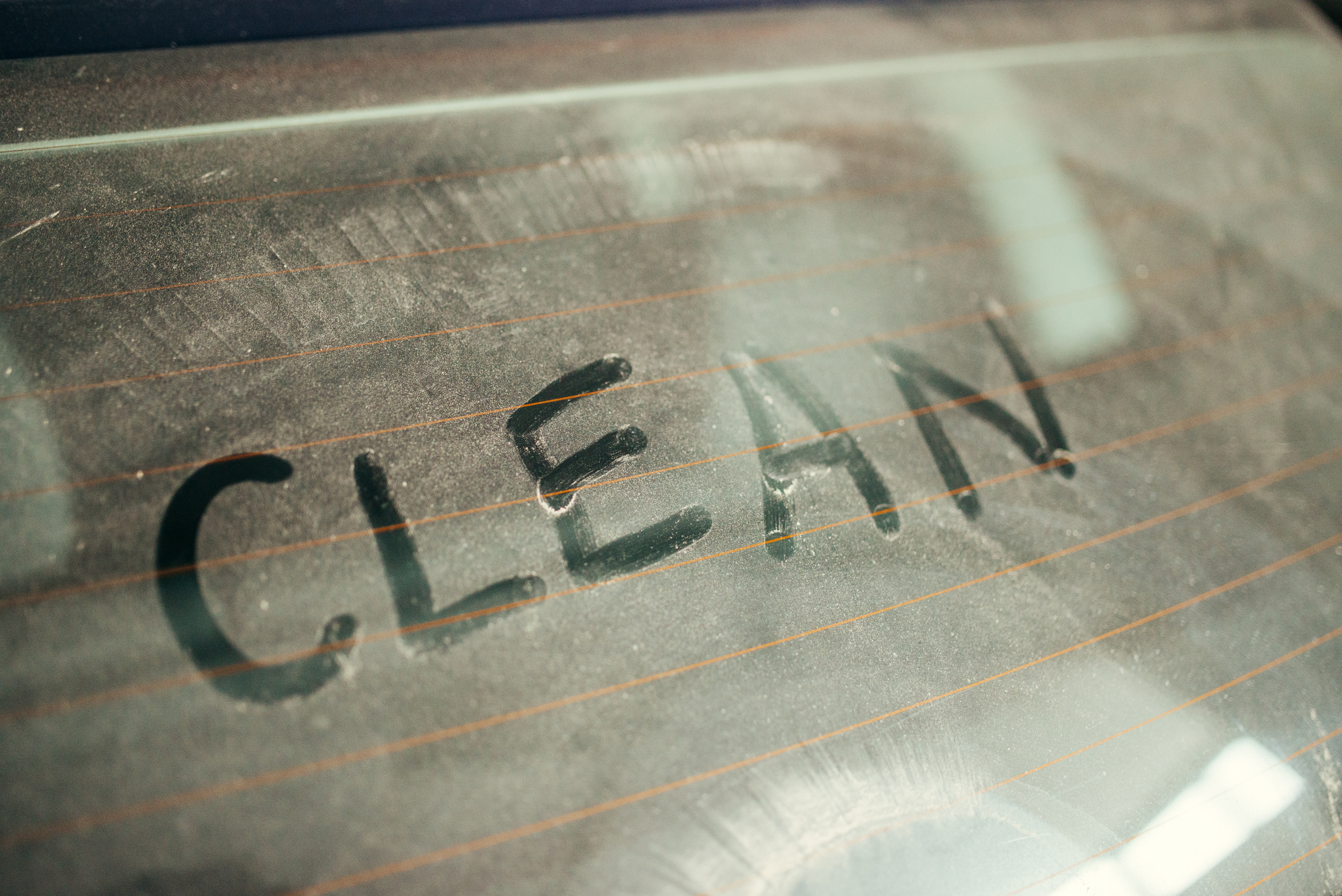
Suciedad en un coche

 Suciedad  es algo impuro o sucio, tiene un sentido especial cuando está en contacto con la piel o la ropa de una persona, o con objetos y prendas personales que ensucian con el uso diario y se opone al concepto de limpieza. La suciedad se adhiere por fuerzas electrostáticas aunque también puede ser causada por anclaje mecánico (gránulos, fibras) o por modificación de superficie química (oxidación, pátina, moho). La suciedad puede ser causada también por precipitación (lluvia ácida, nube radiactiva) y heces (excrementos de ácaros, excrementos de aves, etc), orina, sebo, etc. La suciedad que causa la basura debe ser retirada por una cuestión de higiene y la conservación del entorno donde se vive. Los tipos más comunes de origen de suciedad son:
- Polvo - un polvo en general de materia orgánica o mineral.
- Óxido - causado por la oxidación del hierro.
- Pátina - causada por la oxidación de ciertos metales.
- Desechos - material de residuos, incluyendo materia orgánica y excrementos.
- Hollín pegado - polvo negro originada en la combustión de hidrocarburos y/o carbón.
- Tierra - mezcla de arcilla, arena y humus que se encuentra sobre el lecho de roca.

## Nota
1. ↑  Denise Jodelet (30 de octubre de 1991). Madness and social Representations: living with the mad in one French community. University of California Press. pp. 143 -. ISBN 9780520078666.